# Samuel Soares
Samuel Jumpe Soares (Sintra, 15 giugno 2002) è un calciatore portoghese, portiere del Benfica.

## Carriera

### Club
Samuel Soares è entrato a far parte del settore giovanile del Benfica nel 2013 e nel 2018 ha firmato il suo primo contratto professionistico.
Il 9 agosto 2021 ha giocato il suo primo incontro ufficiale scendendo in campo con il Benfica B nell'incontro di Segunda Liga vinto 5-0 contro il Nacional. Il 6 ottobre 2022 ha rinnovato il contratto fino al 2027 ed il 27 maggio 2023 ha debuttato in prima squadra nell'ultima giornata di Primeira Liga vinta 3-0 contro il Santa Clara subentrando nei minuti finali a Vlachodīmos.

### Nazionale
Nel 2023 è stato convocato dal Portogallo Under-20 per disputare il Campionato europeo.

## Statistiche

### Presenze e reti nei club
Statistiche aggiornate al 14 aprile 2024.
| Stagione        | Squadra         | Campionato      | Campionato | Campionato | Coppe nazionali | Coppe nazionali | Coppe nazionali | Coppe continentali | Coppe continentali | Coppe continentali | Altre coppe | Altre coppe | Altre coppe | Totale | Totale | Totale |
| Stagione        | Squadra         | Comp            | Pres       | Reti       | Comp            | Pres            | Reti            | Comp               | Pres               | Reti               | Comp        | Pres        | Reti        | Pres   | Reti   |        |
| --------------- | --------------- | --------------- | ---------- | ---------- | --------------- | --------------- | --------------- | ------------------ | ------------------ | ------------------ | ----------- | ----------- | ----------- | ------ | ------ | ------ |
| 2021-2022       | Benfica B       | LdH             | 11         | -9         |                 | -               | -               |                    | -                  | -                  |             | -           | -           | 11     | -9     |        |
| 2022-2023       | Benfica B       | LdH             | 20         | -32        |                 | -               | -               |                    | -                  | -                  |             | -           | -           | 20     | -32    |        |
| 2022-2023       | Benfica         | PL              | 1          | 0          | CP+CdL          | 0               | 0               | UCL                | 0                  | 0                  |             | -           | -           | 1      | 0      |        |
| 2023-2024       | Benfica         | PL              | 4          | -2         | CP+CdL          | 0+1             | -1              | UCL                | 0                  | 0                  |             | -           | -           | 5      | -3     |        |
| Totale carriera | Totale carriera | Totale carriera | 36         | -43        |                 | 1               | -1              |                    | 0                  | 0                  |             | -           | -           | 37     | -44    |        |

## Palmarès
- Coppa di Lega portoghese: 1

Benfica: 2024-2025
- Supercoppa di Portogallo: 1

Benfica: 2025